# Радослав Анђус
Радослав Анђус (Београд, 1926 — Свети Стефан, 2003), био је српски биолог, физиолог, професор Универзитета у Београду и редовни члан Српске академије наука и уметности. Уз Ивана Ђају сматра се једним од утемељивача модерне физиологије у Србији, будући да је његов научни рад обележио развој физиолошке науке у Србији у другој половини 20. века. 

## Биографија
Радослав Анђус је рођен и одрастао у Београду, где је завршио основну школу и гимназију. Након завршене Друге београдске гимназије уписује студије биологије на Универзитету у Београду на коме дипломира 1950. године. Докторску дисертацију из области термофизиологије одбранио је 1953. године. Године 1951. изабран је за асистента на Универзитету у Београду. Српска академија наука и уметности га је изабрала за академика 1959 године, где је са 33 година био најмлађи члан. Поред чланства у САНУ, био је члан и Црногорске академије наука и уметности  и међународне академије за астронаутику. По пензионисању проф. Ивана Ђаје, 1955. године, Радослав Анђус постаје дугогодишњи управник Физиолошког завода и шеф Катедре за физиологију. Осим тога био је директор института за биолошка истраживања и центра за мултидисциплинарне студије. Био је председник одбора за природне и егзактне науке Југословенске националне комисије за УНЕСКО и  председник Одбора за биологију Савезног истраживачког савета Југославије.
На међународном плану био је истраживач на College de France у Паризу и члан Националног института за медицинска истраживања у Лоноду. Као гостујући професор предавао је на Одељењу за хируршка истраживања, Медицинског факултета Универзитета у Пенсилванији и Одељењу за физиологију, Универзитета у Колораду.
Преминуо је у 10. јула 2003. године. Његови посмртни остаци почивају у Манастиру Прасквица.

## Научни рад
Међу најзначајнијим открићима проф Радослава Анђуса сматрају се они добијени проучавањем дубоке и екстремне хипотермије. Професор Анђус је такође значајно допринео областима метаболизма мозга, ендокринологије, електроретинографије, као и биофизичком моделирању и теоријској биологији.
Био је члан уредништва реномираних међународних научних часописа међу којима су: Cryobiology (USA), Resuscitation (UK), и Astronautica Acta (IAA).
Објавио је око 200 научних радовима у међународним и домаћим часописима који су цитирани више од 800 пута.

## Награде
За свој допринос на пољу физиолошких и биолошких наука проф. Радослав Анђус је добио бројна национална и међународна признања, од којих су значајнија:
- Награда за научни рад Савета за културу СР Србије (1957)
- Награда за научни рад Француске академије наука (1958)
- Тринаестојулска награда (1973)
- Награда АВНОЈ-а
- Медаља заслуга за народ (са Сремског фронта, 1945);
- Орден Републике са сребрним венцем (1965)
- Орден рада са црвеном заставом